# 伊加爾·阿米爾
伊加爾·阿米爾（希伯來語：יגאל עמיר；1970年5月31日—）是以色列一位殺人犯，他曾經於1995年殺死了以色列总理伊扎克·拉宾，他也是一位以色列右翼极端分子。
後來阿米尔因谋杀罪被判無期徒刑。

## 生平
阿米尔出生在海爾茲利亞，祖先是葉門猶太人並且信奉猶太教正統派。他後來就讀於巴伊兰大学的法学院。。